# مسقط دايلي
مسقط دايلي، هي صحيفة عمانية تأسست في عام 2009. النسخة المطبوعة منها هي أكثر صحيفة يومية باللغة الإنجليزية مبيعًا في عمان، حيث يباع ما يقارب 33500 نسخة يوميًا في أيام الأسبوع العمانية (الأحد إلى الخميس). تتضمن ابيكس ميديا جريدة أسبوعية مجانية تسمى "ذا وييك" لمشتركي الصحيفة كل يوم خميس كنسخة عطلة نهاية الأسبوع. مسقط دايلي مملوكة لشركة ابيكس ميديا، وهي شركة نشر عمانية رائدة تأسست منذ ما يقارب 40 عامًا. تشمل المنشورات الأخرى في مقر مجلة ابيكس ميديا السنوية قواميس الأعمال والضرائب. تنفذ ابيكس أيضًا مشاريع عرضية مثل خريطة عمان، خريطة ابيكس لمسقط، كتاب طاولة القهوة لجامع السلطان قابوس الأكبر …إلخ. تأسست ابيكس في عام 1980 من قبل رجل الأعمال العماني صالح زكواني -وهو أيضًا الرئيس التنفيذي الحالي للشركة-، احتفلت الصحيفة بالذكرى السنوية الأولى لتأسيسها في 13 أكتوبر / تشرين الأول.

## المحتوى
في حالة أخبار عمان، يتم إنشاء المحتوى التحريري من قبل فريق داخلي من المراسلين والكتاب، يحصلون على الأخبار الدولية من مجموعة متنوعة من الأخبار بما في ذلك نقابة نيويورك تايمز ونيوز سيرفيسز وبي بي سي ودي بي اي وتي ام اس فيتشرز وايانز وشبكة الأخبار الآسيوية، تعمل الصحيفة على تشغيل الكلمات المتقاطعة التي قدمتها صحيفة الحارس.
الأقسام
الصحيفة مقسمة إلى قسمين؛ الأول هو القسم الرئيسي الذي يحتوي على 12 صفحة تحتوي على أخبار عمان الوطنية والأخبار الإقليمية والعالمية والمقالات الافتتاحية والرياضة، القسم الثاني عبارة عن 8 صفحات، ويحتوي على أخبار الأعمال والكلمات المتقاطعة وألغاز سودوكو وأسئلة الاختبار وقسم الميزات، كل اربعاء يتم تسليم جريدة ذا ويك مجانًا لمشتركي مسقط دايلي كصحيفة نهاية الأسبوع.
التصميم والأناقة
تتميز الصحيفة بطابع زهور التوليب البرتقالية والسوداء اللامعة في شكل سبعة أعمدة، تلقى التصميم مراجعات إيجابية في ورش عمل التصميم التي تديرها وان-افرا، وهي أكبر اتحاد للناشرين في العالم، تُطبع صحيفة مسقط اليومية في مركز الطباعة الخاص بالشركة في ضواحي مسقط وتقوم أيضًا بعمليات طباعة العقود.
أعلنت الشركة الأم ثم ابيكس للصحافة والنشر في فبراير 2010 أنها وقعت اتفاقية لشراء مطبعة مجتمع جوس اس اس سي بسرعة مقدرة تبلغ 35,000 نسخة في الساعة من الشركة المٌصنِعة للمطبعة الأمريكية.
على الرغم من أن الصحيفة تم تأسيسها منذ وقت قريب ولكن انتعش التوزيع فيها سريعًا واستمرت لتصبح أكبر صحيفة يومية تصدر باللغة الإنجليزية مبيعًا في سلطنة عمان بحلول منتصف عام 2010، كان السبب الرئيسي الذي نقله محللي الصناعة عن ذلك هو انخفاض رسوم الاشتراك السنوي للصحيفة في سوق كان يضم تقليديًا أقل من ألف مشترك في الصحف اليومية الإنجليزية قبل دخول صحيفة مسقط اليومية. تبلغ تكلفة الاشتراك السنوي في الصحيفة 50 ريال عماني (حوالي 130 دولارًا) مقارنة بـ 72 ريال عماني (186 دولارًا) للمنافسين مثل تايمز أوف عمان و عمان تريبيون و عمان ديلي أوبزرفر.

## الإقناع السياسي بشكل عام
وصف المحللون مسقط ديلي بأنها تحيٌّز ليبرالي وسطي في معظم القضايا، بشكل عام تتمثل المهمة المعلنة للصحيفة وإدارتها في الإبلاغ وليس إثارة الأمور أو تحريرها.

## خلافات أخرى
تعرضت الصحيفة لانتقادات على أنها دخول متأخر إلى ساحة الصحف في عمان في وقت تتراجع فيه اشتراكات الصحف في الغرب. في نقد لاذع فقد نشر إليوت بير على موقع ادنيشن الشرق الأوسط الإلكتروني أن أحدهم أخبر الرجال في عمان عن زوال وسائل الإعلام المطبوعة التقليدية وأن بعض الناشرين ذهبو فقط وبدأوا تأسيس صحيفة أخرى.
مع ذلك تقول الشركة الأم ابيكس ميديا أن تداول الصحف يتزايد في الأسواق الناشئة وبما أن انتشار النطاق العريض في عمان لا يزال يمثل حوالي 12٪ فقط من إجمالي عدد السكان، فإنها لا ترى أي تهديد لأعمال الطباعة الخاصة بها، تم إطلاق مسقط ديلي كمنافس مباشر للصحف اليومية الأخرى باللغة الإنجليزية في عمان بما في ذلك تايمز أوف عمان وعمان تريبيون وصحيفة عمان ديلي أوبزرفر التي تديرها الحكومة.

## مسقط دايلي في وسائل الإعلام الدولية
تم الاعتراف بالدور الذي لعبته الصحيفة في دفع حدود حرية وسائل الإعلام والرقابة في "السلطنة النائمة" من قبل وسائل الإعلام العالمية وخاصةً تلك التي تعمل في الأسواق التي تضمن حرية وسائل الإعلام، قال مقال في كريستيان ساينس مونيتور عن الاحتجاجات وحرية الإعلام في عمان:
"حقيقة أن الاضطرابات المدنية الأولى في عمان منذ 40 عامًا والتي أدت إلى مقتل شخص واحد على الأقل في مدينة ساحلية شمالية هنا كانت أخبارًا كبيرة ولكن كان الخبر الأكبر هو أن الصحيفة التي تصدر باللغة الإنجليزية أعلنت" الأحد الأسود في صحار "على صفحتها الرئيسية صفحة ارفقت صورة في نصف صفحة تظهر الدخان وهو يملأ السماء فوق دوار استولى عليه المتظاهرون ".
نُشر المقال لاحقًا في صحف ومنشورات بارزة أخرى في جميع أنحاء العالم بما في ذلك جلف نيوز  وياهو نيوز ومينبوست.
وفقًا لمقال نشر في ذي إيكونوميست في أوائل مارس 2011 "بدأت الصحف مثل مسقط دايلي بتغطية الاحتجاجات بطريقة لم يكن من الممكن تصورها حتى قبل أسبوع".
من بين وسائل الإعلام الدولية الأخرى نقلت صحيفة إل باييس الإسبانية عن صحيفة مسقط دايلي في تغطيتها للاحتجاجات العمانية لعام 2011 والإجراءات ذات الصلة من قبل الحكومة والجهات الفاعلة الأخرى في احتجاجات عام 2011، بالحديث عن الإصلاحات التي وضعها السلطان قابوس في أعقاب الاحتجاجات قالت: وفقًا للبيانات التي جمعتها صحيفة مسقط اليومية، ستفيد الإجراءات الجديدة حوالي 130 ألف شخص أو حوالي 73٪ من العاملين في القطاع الخاص.